# ميرا (مغنية أمريكية)
ميرا (بالإنجليزية: Myra)‏ هي مغنية أمريكية، ولدت في 1986 في كاليفورنيا في الولايات المتحدة.

## وصلات خارجية
- ميرا على موقع IMDb (الإنجليزية)
- ميرا على موقع ميوزك برينز (الإنجليزية)
- ميرا على موقع قاعدة بيانات الفيلم (الإنجليزية)